# فاتحات قنوات الكلوريد

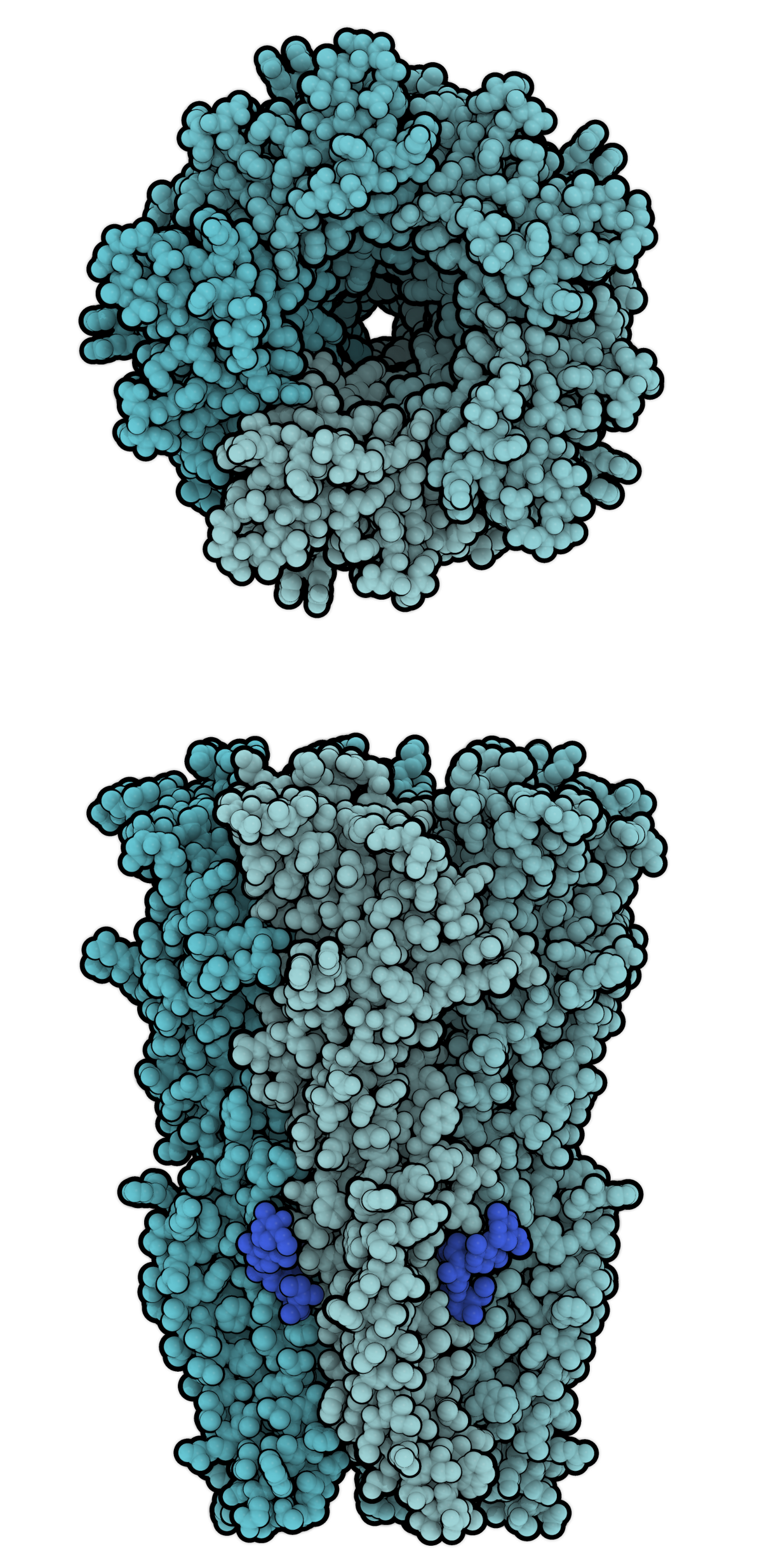

فاتحات قنوات الكلوريد هي مجموعة من الأدوية التي تسهل مرور الأيونات خلال قنوات الكلوريد.
من أمثلتها 1، 10-فينانثرولين الذي ينشط قنوات الكلوريد لمنظم موصلية التليف الكيسي عبر الغشاء.